# Askø (Søndersø)
 For alternative betydninger, se Askø. (Se også artikler, som begynder med Askø)
Askø er en lille ubeboet ø i den centrale del af Søndersø syd for Maribo på Lolland.
På Askø og naboøen Lindø findes en blandet koloni af skarver og fiskehejrer med hhv. 2500 og 2-300 ynglepar.